# Geositta cunicularia
El minero común (en Perú y Chile) o caminera común (en Argentina y Bolivia) (Geositta cunicularia), o simplemente minero o caminera (en Uruguay y Paraguay), es una especie de ave paseriforme de la familia Furnariidae perteneciente al género Geositta. Es nativo del cono sur y del centro oeste de América del Sur. Existen alrededor de nueve subespecies, algunas de las cuales podrían ser mejor tratadas como especies diferenciadas.

## Nombres comunes
Aparte de los ya mencionados, también se le conoce por pampero común (en Bolivia), minero argentino, alondra minera, barranquera, caminante, caminera del este, caminera del sur, caminera picolargo, carreritas, caserita, correcaminos, meneacola, minerita común, mujer del zorro chico, pampita o zanjeadora.

## Distribución y hábitat
Se distribuye ampliamente, por el occidente de América del Sur, en ambas pendientes de los Andes y costa del Pacífico, desde el centro de Perú, por Bolivia, Chile, Argentina, hacia el sur hasta Tierra del Fuego; y por el oriente, desde la costa atlántica del sur de Brasil, Uruguay, hasta el extremo sur de Argentina. Está prácticamente ausente de la región chaqueña. En invierno hay una cierta migración hacia el norte por las aves que viven más al sur, llegando unos pocos de ellos hasta Paraguay.
Esta especie es muy diseminada y localmente común en planicies abiertas, laderas de colinas y áreas arenosas (incluyendo dunas costeras) con vegetación de pastizales esparsos. Llega hasta los 4800 m de altitud en Perú.

## Descripción

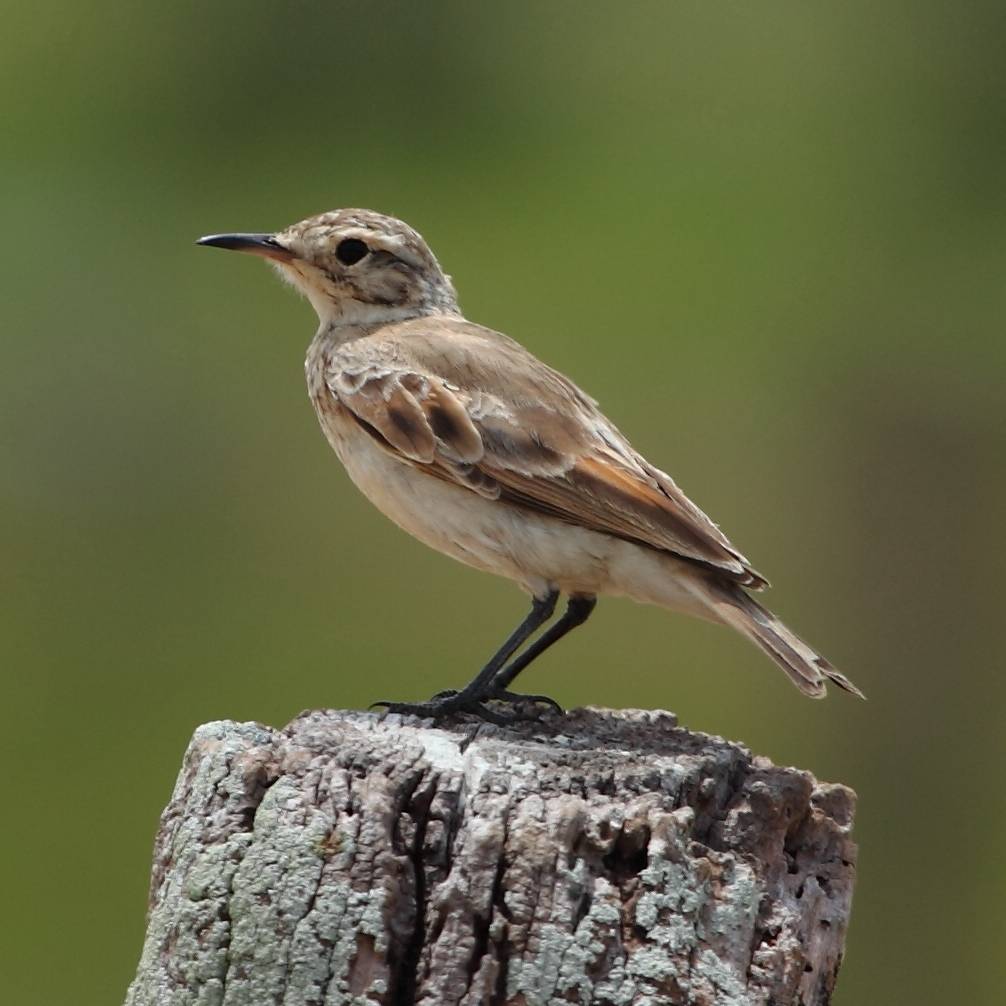
Minero común (Geositta cunicularia cunicularia)

Mide entre 14 y 16 cm de longitud y pesa entre 20 y 34 g. El pico tiene la maxila gris negruzca y la mandíbula gris negruzca con base parda. Las patas son pardas negruzcas. El iris es pardo oscuro. Tiene el pico alargado y curvado hacia abajo. El plumaje varía en función de la zona, pero es básicamente marrón en su dorso y la parte inferior con un pecho pálido rayado, sobre el ojo una raya pálida, con el borde oscuro de los auriculares coberteras y bar pálido rojizo a través de las alas. La cola es oscura con una base beige y puede lucir tonos amarillos en las plumas exteriores. 

## Comportamiento
Es un ave principalmente terrestre, y normalmente discreta; forrajea calmamente solitaria o en parejas y a veces se encarama en cercas o arbustos bajos. En período no reproductivo, suelen juntarse en pequeños grupos. Es muy caminadora (de donde provienen algunos de sus nombres populares).

### Alimentación
Su dieta consiste de artrópodos y algunas semillas; se registraron itens como Diptera y Coleoptera, inclusive larvas.

### Reproducción
Construye el nido, oculto y elaborado, en cuevas o túneles de hasta tres metros de profundidad, excavado en barrancas, en el suelo o en grietas o huecos (de donde proviene su nombre común: minero), en dunas o bancos de arena (lo que facilita mucho su trabajo). La nidificación ocurre entre los meses de agosto y diciembre. La puesta suele ser de dos o tres huevos blancos que coloca en una cámara, acolchonada con pastos al final del túnel. Los huevos miden en promedio 24 x 18 mm. Los pichones son alimentados por ambos padres.

### Vocalización
El canto, generalmente dado en vuelo, es una serie de notas trinadas lentas bastante musicales. Las notas son más agudas en las aves sureñas.

### Depredadores
Los adultos pueden ser depredados por la lechuza de los campanarios (Tyto furcata) y por el halcón peregrino (Falco peregrinus).

## Sistemática

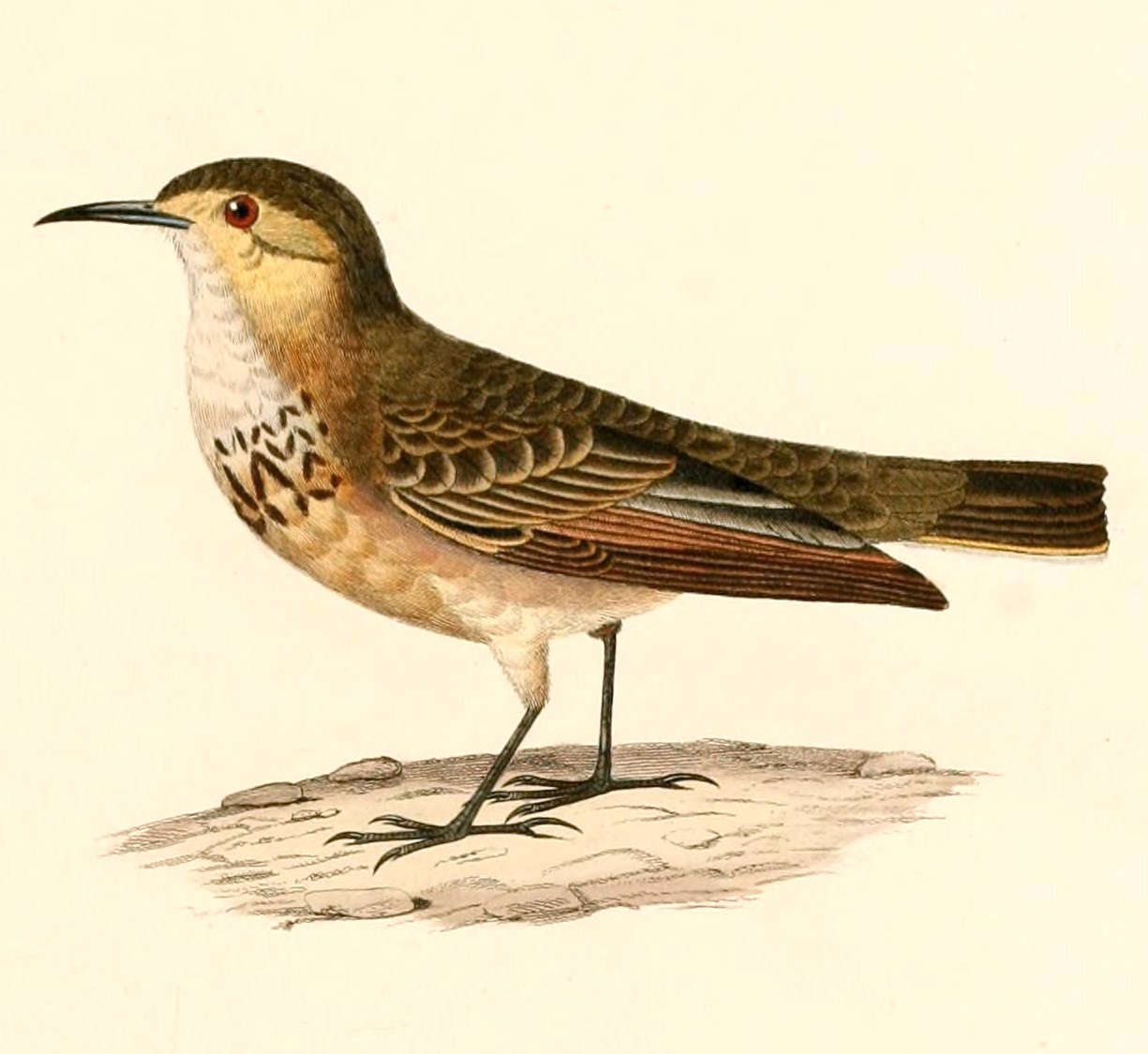
Geositta cunicularia, ilustración en d'Orbigny, Voyage dans l'Amérique méridionale, 1847.

### Descripción original
La especie G. cunicularia fue descrita originalmente por el naturalista francés Louis Pierre Vieillot en el año 1816, bajo el nombre científico «Alauda cunicularia». Su localidad tipo es: «cercanías del Río de la Plata y en las pampas de Buenos Aires, Argentina».

### Etimología
El nombre genérico femenino «Geositta» es una combinación de la palabra griega «geō»: suelo, y del género Sitta, con quien se pensaba que se asemejaban las especies de este género en la época de la descripción; y el nombre de la especie «cunicularia», proviene del latín «cunicularius»: excavador, minero.

### Taxonomía
Las características de plumaje sugieren una relación más próxima con Geositta tenuirostris, lo que fue confirmado por datos filogenéticos; que también indican que puede ser hermana de G. punensis. 
Las variaciones vocales y geográficas están son poco comprendidas. Análisis de un número limitado de grabaciones indican que las subespecies andinas pueden constituir una especie separada de la subespecie nominal de tierras bajas; la subespecie deserticolor (con georgei) puede representar otra separación; particularmente, las grabaciones del extremo sur de su zona (nominal), sugieren una población con una voz muy diferente (una serie rítmica nasal de notas dobles dadas durante la exhibición aérea), indicando que la subespecie nominal difiere vocalmente de todas las otras, o que las grabaciones en cuestión son las únicas disponibles durante tal exhibición; sin embargo, la amplitud de las vocalizaciones no está completamente entendida, y grabaciones atribuidas a un taxón en particular pueden no ser específicas del taxón. La identidad subespecífica de la población del oeste de Argentina (Salta hacia el sur posiblemente hasta Mendoza) es incierta, presumiblemente sea hellmayri. Las zonas de distribución de las subespecies precisan de una cuidadosa revisión.

### Subespecies
Según las clasificaciones del Congreso Ornitológico Internacional (IOC) y Clements Checklist v.2018, se reconocen nueve subespecies, con su correspondiente distribución geográfica:
- Grupo politípico frobeni:
  - Geositta cunicularia juninensis Taczanowski, 1884 – Andes del centro de Perú (Junín, Huancavelica).
  - Geositta cunicularia titicacae J.T. Zimmer, 1935 – Andes dell sur de Perú (Ayacucho a Puno), Bolivia (La Paz y Cochabamba hasta Potosí), norte de Chile (Tarapacá) y noroeste de Argentina (Jujuy hasta Mendoza).
  - Geositta cunicularia frobeni (R.A. Philippi [Krumwiede] & Landbeck, 1864) – pendiente del Pacífico de los Andes en el sur de Perú (Arequipa hasta Tacna).

- Grupo politípico deserticolor:
  - Geositta cunicularia georgei Koepcke, 1965 – costa del sur de Perú (sur de Ica, oeste de Arequipa).
  - Geositta cunicularia deserticolor Hellmayr, 1924 – costa del sur de Perú (sur de Arequipa) hacia el sur hasta el norte de Chile (norte de Atacama).

- Grupo monotípico
  - Geositta cunicularia fissirostris (Kittlitz, 1835) – centro de Chile desde la costa hasta las primeras estribaciones de los Andes (sur de Atacama hacia el sur hasta Llanquihue).

- Grupo politípico cunicularia:
  - Geositta cunicularia contrerasi Nores & Yzurieta, 1980 – centro oeste de Argentina (Sierras Grandes, en Córdoba).
  - Geositta cunicularia hellmayri J.L. Peters, 1925 – Andes del centro de Chile (Malleco) y suroeste de Argentina (centro de Neuquén hasta el noroeste de Chubut); presumiblemente también en el oeste de Argentina (Salta y Tucumán hacia el sur tal vez hasta Mendoza).
  - Geositta cunicularia cunicularia (Vieillot, 1816) – tierras bajas del este de Argentina (hacia el sur desde el sur de Córdoba y sur de Corrientes), extremo sureste de Brasil (sureste de Santa Catarina, Rio Grande do Sul), Uruguay y sur de Chile (al sur desde Aisén) hacia el sur hasta Tierra del Fuego.